# Sanfedismo
Con il termine sanfedismo si designa un variegato movimento controrivoluzionario, nato nell'Italia meridionale alla fine del XVIII secolo.
Il nome si applica soprattutto al periodo 1799-1814, quando in Italia le monarchie tradizionali furono rovesciate e sostituite dalle repubbliche napoleoniche sostenute dall'esercito francese rivoluzionario. Il termine stesso fu creato dai rivoluzionari per definire i membri del partito avverso, poi è entrato nell'uso ed è tuttora quello maggiormente usato dalla storiografia, prevalendo sul termine «controrivoluzionari». Gli aderenti ai principi controrivoluzionari non usarono mai per sé il termine "sanfedisti", ma "lealisti" o "legittimisti".

## Terminologia storiografica
Il nome divenne celebre nel 1799 per le gesta degli insorgenti nel Regno di Napoli e nello Stato Pontificio. La parola "sanfedismo" deriva infatti da "Esercito della Santa Fede", l'armata creata dal cardinale calabrese Fabrizio Ruffo che, tra il febbraio ed il giugno del 1799, prese parte attiva alla restaurazione del dominio borbonico a Napoli, ponendo fine alla Repubblica Napoletana. 
Per analogia, il nome fu esteso successivamente a tutti quei gruppi ed associazioni cattoliche che, all'interno dei vari Stati italiani, lottarono contro i giacobini per la "difesa della Santa Fede" e, con essa, delle tradizionali monarchie assolutistiche.
Il movimento sanfedista si inserisce a pieno titolo nei movimenti europei controrivoluzionari della fine del XVIII secolo, come ad esempio quello sorto durante le guerre di Vandea, nell'omonima regione francese o quello nato in Spagna che culminò con la rivolta popolare antinapoleonica del 2 maggio 1808 e con la guerra d'indipendenza conclusasi nel 1814.

## Diffusione

### Nel Regno di Napoli
Il 23 gennaio 1799 il Regno di Napoli cadde in seguito al fallimento della spedizione dell'esercito borbonico, al comando del generale austriaco Karl von Mack per liberare Roma dai francesi. La controffensiva dei transalpini costrinse alla ritirata le truppe di Ferdinando IV, il quale fuggì a Palermo imbarcandosi sul Vanguard dell'ammiraglio Horatio Nelson con tutta la famiglia (21 dicembre 1798). Nella città fu proclamata la Repubblica Napoletana ("sorella" di quella francese) e fu innalzato l'albero della libertà.
Gli invasori furono largamente invisi agli strati popolari (per una serie di ragioni tra cui l'ostentata irreligione, i saccheggi, le depredazioni, le imposizioni fiscali e l'imposizione della leva militare), mentre l'aristocrazia e la borghesia benestante videro con favore la loro presenza.
I francesi furono anche protagonisti di episodi di crudeltà. Nel Regno di Napoli l'elenco fu tristemente lungo: nel basso Lazio avvennero le prime feroci stragi di civili: 1.300 persone furono massacrate a Isola Liri e nei dintorni; Itri e Castelforte furono devastate; 1.200 persone furono uccise a Minturno nel gennaio 1799, più altre 800 in aprile; gli abitanti della cittadina di Castellonorato furono tutti massacrati; 1.500 furono le persone passate a fil di spada nella sola Isernia, 700 a Guardiagrele, 4.000 ad Andria, 2.000 a Trani, 3.000 a San Severo, 800 a Carbonara, tutta la popolazione a Ceglie Messapica, ecc..

Di fronte a queste violenze, la popolazione si sollevò in ogni parte del Regno. Le masse popolari armate assunsero nelle diverse regioni vari nomi: "lazzari" a Napoli, "montanari" in Abruzzo, "contadini" nella Terra di Lavoro. 
(Benedetto Croce)
All'inizio della primavera, il cardinale Fabrizio Ruffo annunciò la costituzione di un'Armata Cristiana e Reale. Decine di migliaia di volontari accorsero da ogni parte del Regno. Il nucleo dell'Armata sanfedista fu composto da contadini, borghesi, ufficiali, finanche preti, pronti ad abbandonare famiglia, lavoro, case, chiese, per difendere la monarchia e la santa fede (da cui il nome sanfedisti), dalle truppe francesi rivoluzionarie. All'esercito si unirono anche banditi e recidivi nella speranza di vedere perdonati i propri reati, distinguendosi molto spesso in episodi di crudeltà gratuita. Guidata dal cardinale, l'armata contribuì a mettere fine all'esperienza della Repubblica Napoletana, con il conseguente ritorno sul trono di Napoli della dinastia Borbone (giugno 1799).

### Nello Stato della Chiesa
Oltre che nel Regno di Napoli, il sanfedismo fu attivo anche nello Stato della Chiesa, in difesa della tradizione cattolica e contro la diffusione della carboneria. Nel 1830, mentre infuriavano i moti popolari, si costituirono nei principali centri dello Stato i «Volontari Pontifici». Fondati da Giovanni Battista Bartolazzi con l'aiuto del Segretario di Stato Tommaso Bernetti, ebbero lo scopo di contrastare l'azione dei liberali nonché le ingerenze delle potenze europee (tra cui l'Austria) nella gestione dell'ordine pubblico. Chiamati inizialmente Centurioni, in quanto organizzati in centurie, furono formazioni militari autoorganizzate; il reclutamento avveniva senza distinzione di censo. L'azione dei Volontari Pontifici può essere divisa in tre periodi distinti: 
- Nei primi anni operarono soprattutto come società segreta, con azioni di marca controrivoluzionaria;
- Nel 1833 la loro esistenza divenne di dominio pubblico. Il corpo contava già 75.000 effettivi. Fino al 1847 il corpo fu attivo soprattutto in operazioni militari. In questo periodo la forza raggiunse il ragguardevole numero di 150.000 unità.[7]
- Successivamente il corpo fu sciolto; singole formazioni continuarono ad operare autonomamente.

### Il canto dei Sanfedisti

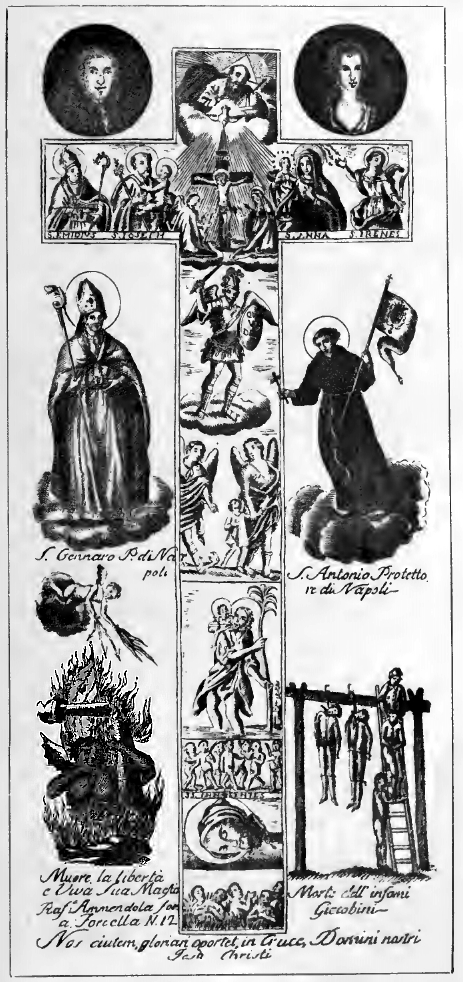
Stampa sacra sanfedista con una croce istoriata e rappresentazioni simboliche ai lati della stessa: in alto la raffigurazione dei sovrani borbonici, al centro Sant'Antonio che impugna la bandiera borbonica, e San Gennaro, in basso a sinistra un angelo scaglia fulmini contro il demonio che trascina nelle fiamme dell'inferno l'albero della libertà spezzato con in cima il berretto frigio, e la bandiera tricolore e sotto il motto "Muore la Libertà e Viva sua Maestà", a destra raffigurazione delle esecuzioni dei liberali con due impiccati ed un terzo in corso d'impiccagione da parte del boia, sotto la scritta "Morte dell'infami Giacobini". A legenda della stampa la scritta in latino Nos autem gloriari oportet, in Cruce, Domini Nostri Jesu Christi

## Le stragi sanfediste
L’esercito di re Ferdinando IV di Borbone aveva una cattiva nomea anche al di fuori dei confini del suo regno («pessima fama», scrive la studiosa Manuela Militi) ed era formato in buona parte da criminali comuni graziati con l’istituto giuridico cosiddetto “truglio”, che condonava loro ogni pena purché prestassero servizio militare. La medesima procedura fu adoperata nella formazione dell’armata detta della “Santa fede” del cardinale Fabrizio Ruffo.
Michele Pezza, conosciuto come "fra’ Diavolo", fu arruolato nell'esercito borbonico grazie al “truglio”; egli ottenne così il condono degli assassinii di cui in precedenza si era reso colpevole Per simili motivi si arruolò anche Antonio Caprara, un brigante. Un nipote del cardinale Borgia descrisse il duo nei seguenti termini: «il famoso Fra Diavolo, brigante fuoriuscito, omicidario imbastaro di professione, che davasi titolo di generale, avendo come capo di briganti un tale Antonio Caprara, alias senza culo, uomo villano ignorante, mulattiere e facchino di professione e si intitolava comandante»
Pietro Colletta descrisse la natura eterogenea dell’armata della Santa Fede con le seguenti parole: «Divolgato l'arrivo e il disegno, accorsero da' vicini paesi torme numerose di popolani, guidate da gentiluomini e da preti o frati, che, quando viddero andar capo un porporato, non isdegnarono quella guerra disordinata e tumultuosa. Il colonnello Winspeare, già prèside in Catanzaro, l'auditore Angelo Fiore, il canonico Spasiani, il prete Rinaldi, e insieme a costoro numero grande di soldati fuggitivi o congedati, e di malfattori che poco innanzi correvano da ladri le campagne, e di malvagi usciti ne' tumulti dalle carceri, si offrirono guerrieri per il re».
La marcia dell’esercito sanfedista fu scandita da massacri e saccheggi, sin dalle primissime operazioni in Calabria. Ciò avvenne già a Crotone: «dopo le prime resistenze dimandò patti di resa; rifiutati dal cardinale che, non avendo danari per saziare le ingorde torme, né bastando i guadagni poco grandi che facevano sul cammino, aveva promesso il sacco di quella città. Cosicché dopo alcune ore di combattimento ineguale, perché da una parte piccolo stuolo e sconfortato, dall'altra numero immenso e preda ricca e certa, Crotone fu debellata con strage dei cittadini armati o inermi, e tra spogli, libidini e crudeltà cieche, infinite».
Anche la città di Paola fu devastata dall'armata sanfedista, come ricorda fra gli altri il Cuoco: «cadde Paola, una delle più belle città di Calabria, incendiata dal barbaro vincitore, indispettito da un valore che avrebbe dovuto ammirare».
L’eccidio più grave e conosciuto fu però quello che riguardò la Rivoluzione altamurana : «Le sorti de' rimasti furono tristissime, ché nessuna pietà sentirono i vincitori: donne, vecchi, fanciulli uccisi; un convento di vergini profanato; tutte le malvagità, tutte le lascivie saziate; […] Quello inferno durò tre giorni» Anche il Cuoco confermò l'accaduto: «Il sacco di Altamura era stato promesso ai suoi soldati: la città fu abbandonata al loro furore; non fu perdonato né al sesso né all'età. Accresceva il furore dei soldati la nobile ostinazione degli abitanti, i quali, in faccia ad un nemico vincitore, col coltello alla gola, gridavano tuttavia: - Viva la repubblica! - Altamura non fu che un mucchio di ceneri e di cadaveri intrisi di sangue»
Devastazioni, assassini, stragi e ruberie ebbero luogo a Napoli su larga scala, dopo la presa della città. Un saggio di Antonella Orefice ha dimostrato che vi furono massacri perpetrati dai sanfedisti anche nelle cittadine di Termoli e Casacalenda.
Gravi violenze sulla popolazione avvennero però anche in altre località del Mezzogiorno ed anche più a Nord, in seguito all'irruzione dei sanfedisti nell'Italia centrale. L’avvocato Antonio Galimberti, uno dei maggiori testimoni degli accadimenti dell’effimera Repubblica Romana (1798-1799), documenta che i sanfedisti compirono violenze e saccheggi a Roma e nel territorio laziale
Spiccò la devastazione di Senigallia avvenuta nel giugno del 1799 e descritta da Domenico Bossi nella sua Enarazione di quanto è accaduto in Sinigaglia nell’invasione dei Turchi e Russi. La comunità ebraica fu sistematicamente saccheggiata e privata letteralmente di ogni bene, persino i vestiti. Molti ebrei furono assassinati, altri feriti. I superstiti fuggirono.